# أحداث الخليج ومضر 2005
أحداث الخليج ومضر 2005 هي أحداث شغب وقعت في يوم 8 ديسمبر من عام 2005 في مباراة في رياضة كرة اليد بين نادي الخليج السعودي من مدينة سيهات من محافظة القطيف ونادي مضر السعودي من بلدة القديح من محافظة القطيف بين جمهور الفريقين واستخدم في هذه الأحداث السلاح الأبيض والرصاص مما أدى إلى وقع قتيل وجرحى وهي تعتبر أكبر كارثة رياضية في تاريخ الرياضة السعودية.

## الخلفية التاريخية
تعتبر رياضة كرة اليد هي الأكثر شعبية في محافظات شرق السعودية عامة و محافظة القطيف خاصة، وتعتبر مباراة الخليج ومضر هي كلاسيكو كرة اليد السعودية ودائماً ما تشهد ندية وإثارة وحساسيات بين جمهور الفريقين.

## تفاصيل المباراة
أقيمت المباراة في صالة مدينة الأمير نايف بن عبد العزيز الرياضية في وسط مدينة القطيف في محافظة القطيف ضمن الأسبوع الثامن من منافسات دوري كرة اليد السعودي موسم 2005 وامتلأت مدرجات صالة المدينة الرياضية في محافظة القطيف بأكثر من 5000 مشجع.

## ردود الفعل
حملت إدارة نادي الخليج وإدارة نادي مضر و مكتب الرئاسة العامة لرعاية الشباب السعودي (الهيئة العامة للرياضة حاليا) في محافظة القطيف مسئولية ما حدث إلى وزارة الداخلية السعودية بسبب ما صفوه بالتقصير الأمني عدم تأمين المباراة بشكل جيد.